# Korthalsella salicornioides
Korthalsella salicornioides är en sandelträdsväxtart som först beskrevs av Allan Cunningham, och fick sitt nu gällande namn av Philippe Édouard van Tieghem. Korthalsella salicornioides ingår i släktet Korthalsella och familjen sandelträdsväxter. Inga underarter finns listade i Catalogue of Life.